# Hải quân Đức Quốc Xã
Kriegsmarine (phát âm tiếng Đức: [ˈkʁiːksmaˌʁiːnə], Hải quân chiến tranh) là lực lượng Hải quân của Đức Quốc xã trong Chiến tranh thế giới thứ hai tồn tại từ 1935-1945. Đây là một trong những lực lượng quân đội chủ lực của Đức Quốc xã trong Chiến tranh thế giới thứ hai. Lực lượng này còn được gọi là Reichsmarine (Hải quân Đế chế) trực thuộc Wehrmacht - quân đội Đức Quốc xã.

## Lực lượng Hải quân hùng mạnh
Hải quân Đức lúc này còn có rất nhiều tàu chiến trang bị hiện đại bậc nhất và được xem là mạnh nhất châu Âu. Nếu không có sự hỗ trợ lẫn nhau giữa các nước Đồng Minh, việc tiêu diệt hải quân này không đơn giản. Theo đánh giá của các tướng lĩnh Hồng quân Liên Xô trong Hội nghị Warszawa 1945, với lực lượng hải quân như trên, Đức có thể ném nửa triệu quân kèm thiết giáp đến bất kỳ nơi nào trên thế giới trong vòng một tuần lễ mà không có bất kỳ một thế lực nào cản nổi.

Hitler duyệt binh trên Thiết giáp hạm Bismarck

## Chiến lược tàu ngầm
Trong Hải quân Đức, lực lượng tàu ngầm U-boat được xem là có chủng loại tàu ngầm hiện đại nhất và cũng là mạnh nhất thế giới lúc bấy giờ. Bằng chiến thuật dùng tàu ngầm phong tỏa, chi phối toàn bộ bắc Đại Tây Dương và Địa Trung Hải, Đức Quốc xã gây rất nhiều thiệt hại cho phe Đồng Minh cũng như kéo dài thời gian cuộc chiến.

## Suy tàn cùng Đế chế
Tuy vậy, trong những năm 1942-1945, Mỹ đã khắc chế được Hải quân Đức với việc chế tạo ra hệ thống thủy lôi chống tàu ngầm mạnh, cùng với chiếc tàu sân bay đầu tiên được hạ thủy, Mỹ đã dùng máy bay tiêu diệt tàu chiến Đức ngay tại cảng.
Bằng các hoạt động do thám và phá hoại ngầm, Đồng Minh tiêu diệt được khá nhiều tàu chiến Đức Quốc xã đậu rải rác tại các nước theo phe Trục trong thế chiến, điều này khiến thực lực Hải quân Đức suy yếu nhiều, kết quả là không thể ngăn lính thủy đánh bộ Mỹ và quân đội Hoàng gia Anh tràn vào Pháp, Bắc Phi và bờ Địa Trung Hải những năm 1944-1945.
Thất bại của Hải quân Đức cũng góp phần to lớn vào thất bại chung của toàn nước Đức vào ngày 30 tháng 4 năm 1945.